# María Lorenza Barreneche
María Lorenza Barreneche Iriarte (1926 – 2016) là một nhân vật chính trị người Argentina và là vợ của vị Tổng thống Argentina Raúl Alfonsín. Bà giữ chức vị Đệ nhất Phu nhân từ năm 1983 đến năm 1989.
Barreneche sinh vào năm 1926 tại Chascomús, Tỉnh Buenos Aires là con gái của Felipe Barrenche Echaide (1898-1984) và María Lorenza Iriarte Hospital (1898 – 1989). Bà có dòng dõi thuộc xứ Basque. Bà gặp người chồng của mình là ông Alfosín đang là một học sinh luật cũng sinh ra tại Chascomús tại hội hóa trang trong thập niên 1940.  Hai người cưới nhau vào năm 1949 có tới 6 người con:
- Raúl Felipe Alfonsín
- Ana María Alfonsín
- Ricardo Alfonsín
- Marcela Alfonsín
- María Inés Alfonsín
- Javier Ignacio Alfonsín

Mặc dù là Đệ nhất Phu nhân, nhưng bà Barreneche không thích chính trị. Bà tập trung vào việc nuôi dưỡng những đứa con của mình trong suốt sự nghiệp chính trị của chồng bà.
Raúl Alfonsín qua đời vào 31 tháng 3 năm 2009. Bà Barreneche đã không thể có mặt trong đám tang của chồng bà bởi vì sức khỏe yếu. Barreneche phải chịu đựng việc sức khỏe bị suy giảm trong những năm sau đó, bao gồm cả việc giảm thị lực và khả năng di chuyển. Bà qua đời tại Buenos Aires vào ngày 5 tháng 1 năm 2016, ở tuổi 89. Thi hài của bà đã được hỏa táng tại nghĩa trang La Chacarita và được chôn cất tại nghĩa trang La Recoleta tại Buenos Aires. Tổng thống đương nhiệm của Argentina Mauricio Macri đã có một twitter gửi lời chia buồn đến gia đình của bà.